# Дзержинский (монитор)
«Дзержи́нский» — монитор российского и советского флота, относящийся к типу «Шквал»; один из восьми мониторов этого типа.

## История корабля
Монитор «Дзержинский» был заложен 14 июля 1907 года на Балтийском заводе Санкт-Петербурга как бронированная речная канонерская лодка под именем «Тайфун». Корабль был частями перевезён на Дальний Восток, где был собран и 29 июля 1909 года в посёлке Кокуй на реке Шилка спущен на воду.
Корабль вступил в строй 15 августа 1910 года и вошёл в состав Амурской речной флотилии. До 1931 года он несколько раз консервировался и приводился в негодность интервентами. В 1931—1932 годах был произведён капитальный ремонт корабля, 14 августа 1932 года он получил имя «Вострецов» и вошёл в состав Амурской военной флотилии в качестве монитора.
В 1936—1937 годах был произведён повторный капитальный ремонт с модернизацией. 2 января 1939 года монитор был переименован в «Дзержинский». Начало Советско-японской войны «Дзержинский» встретил, находясь на очередном капитальном ремонте и в боевых действиях участия не принимал.

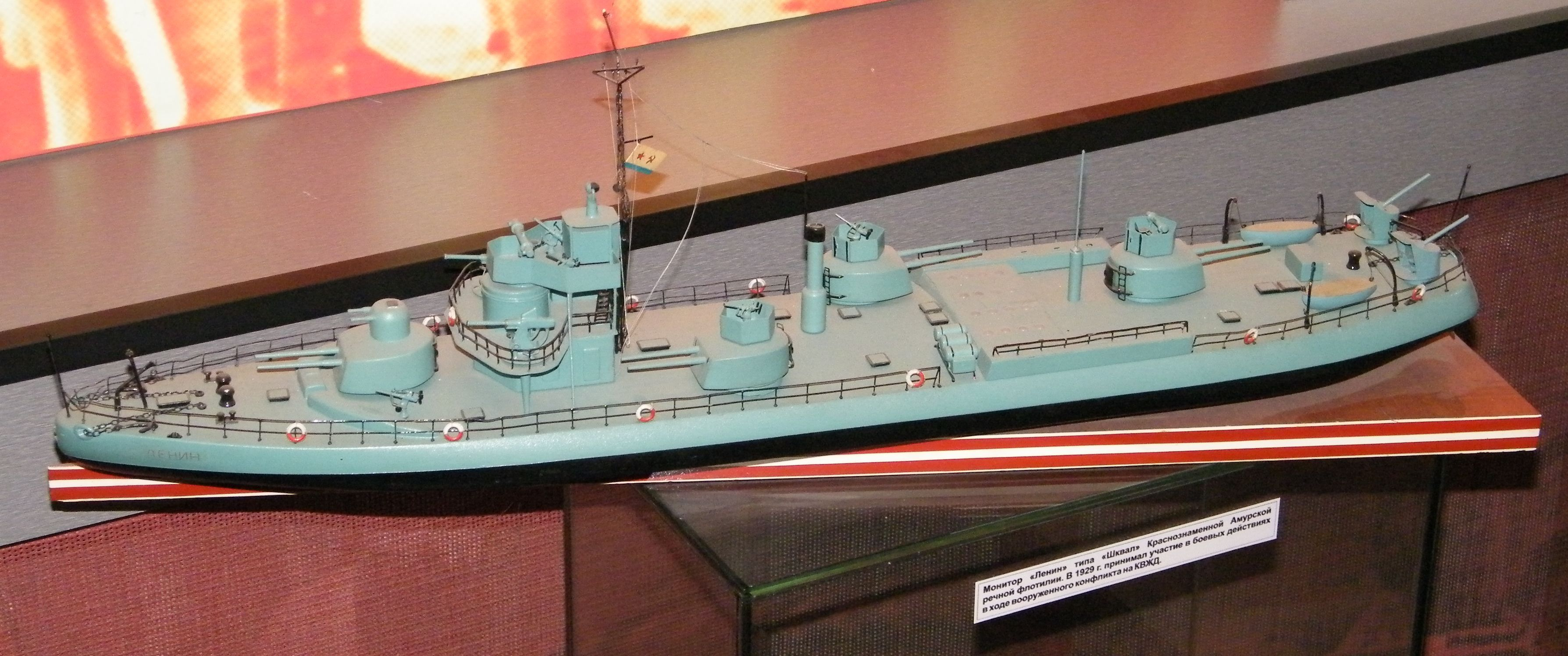
Модель монитора «Ленин» того же типа, что и «Дзержинский»

## Командиры корабля
- апрель 1935 – август 1937 — А. М. Румянцев